# Josh Mostel
Joshua Elias "Josh" Mostel (New York, 21 december 1946) is een Amerikaanse acteur.

## Biografie
Josh Mostel is een zoon van Zero Mostel en werd geboren in een gezin van twee kinderen. Mostel heeft gestudeerd aan de Brandeis-universiteit in Waltham (Massachusetts).
Mostel is begonnen als een jonge sopraan bij het Metropolitan Opera in New York. Met acteren is hij begonnen in 1971 met de film Going Home. Hierna heeft hij nog meerdere rollen gespeeld in televisieseries en films zoals Jesus Christ Superstar (1973), Delta House (1979), The Money Pit (1983), Murphy's Law (1988-1989) en The Chase (1994).
Mostel is in 1983 getrouwd en scheidde van haar in 1998.
Mostel leeft nu in New York, en heeft een zomerhuisje in Maine.

## Filmografie

### Films
Uitgezonderd korte films.
- 2024 Bad Shabbos - als Saul
- 2016 The Congressman - als Bernie Gimpel
- 2014 Growing Up and Other Lies - als Chuck MacArthur
- 2013 Beneath the Harvest Sky - als schoolhoofd
- 2009 State of Play – als Pete
- 2004 Strip Search – als Arthur Cimasi
- 2001 Knockaround Guys – als Mac McCreadle
- 1999 Big Daddy – als Arthur Brooks
- 1999 The Out-of-Towners – als dr. Faber
- 1998 Rounders – als Zagosh
- 1998 Thicker Than Blood – als Kendall
- 1998 Great Expectations – als Jerry Ragino
- 1996 The Maddening – als Chicky Ross
- 1995 Let It Be Me – als Jordan
- 1995 The Basketball Diaries  - als aanvaller
- 1995 Billy Madison – als Max Anderson
- 1994 City Slickers II: The Legend of Curly's Gold – als Barry Shalowitz
- 1994 Auf Wiedersehen Amerika – als Abe
- 1994 The Chase – als Figus
- 1993 Tracey Takes on New York – als ??
- 1993 Searching for Bobby Fischer – als deelnemer van schaakclub
- 1992 Nervous Ticks – als Saul Warshow
- 1991 City of Hope – als gekke Anthony
- 1991 Little Man Tate – als professor
- 1991 Passion – als Kirby Taylor
- 1990 City Slickers – als Barry Shalowitz
- 1990 Naked Tango – als Bertoni de juwelier
- 1989 Animal Behavior – als Mel Gorsky
- 1987 Wall Street – als Ollie
- 1987 Matewan – als Cabell Testerman
- 1987 Radio Days – als Abe
- 1986 Stoogemania – als Howard F. Howard
- 1986 The Money Pit – als Jack Schnittman
- 1985 Compromising Positions – als Dicky Dunck
- 1985 Almost You – als David
- 1984 The Boy Who Loved Trolls – als Wiserman
- 1984 Windy City – als Sol
- 1984 The Brother from Another Planet – als Casio Vendor
- 1983 Star 80 – als privédetective
- 1982 Sophie's Choice – als Morris Fink
- 1982 Fighting Back – als Duster
- 1977 Off Campus – als Steve
- 1976 Deadly Hero – als Victor
- 1976 The Money – als medewerker van Wheel-of-Fortune
- 1974 Harry and Tonto – als Norman Coombes
- 1973 Jesus Christ Superstar – als koning Herold
- 1972 The King of Marvin Gardens – als Frank
- 1972 ...and Then It Happened – als Wally
- 1971 Going Home – als mr. Bonelli

### Televisieseries
Uitgezonderd eenmalige gastrollen.
- 2020 Hunters - als rabbijn Steckler - 3 afl.
- 2017 Mr. Robot - als Bo - 2 afl.
- 1988 – 1989 Murphy's Law – als Wesley Harden – 8 afl.
- 1983 At Ease – als Maxwell – 14 afl.
- 1979 Delta House – als Jim Blutarsky – 12 afl.
- 1977 Seventh Avenue – als Barney Green – miniserie

## TheaterwerkBroadway
- 1996 Getting Away With Murder - als Vassili Laimorgos
- 1994 The Flowering Peach - als Shem
- 1992-1993 My Favorite Year - als Sy Benson
- 1989 3 Penny Opera - als Matt of the Mint
- 1976 A Texas Trilogy: The Last Meeting of the Knights of the White Magnolia - als Milo Crawford
- 1976 A Texas Trilogy: Lu Ann Hampton Laverty Oberlander - als Milo Crawford
- 1974 An American Millionaire - als boodschapper
- 1971 Unlikely Heroes - als soldaat Larry Fishbein / volkszanger / eerste stageloper

- Bibsys: 9050948
- Biblioteca Nacional de España: XX1297183
- Bibliothèque nationale de France: cb14209086s (data)
- Gemeinsame Normdatei: 1062301455
- International Standard Name Identifier: 0000 0001 2028 5750
- Library of Congress Control Number: n97847852
- Nationale Bibliotheek van Tsjechië: xx0154991
- Nationale Bibliotheek van Israël: 987007336955905171
- SNAC: w6q85mf8
- Virtual International Authority File: 9705149108429268780009